# Prójimo

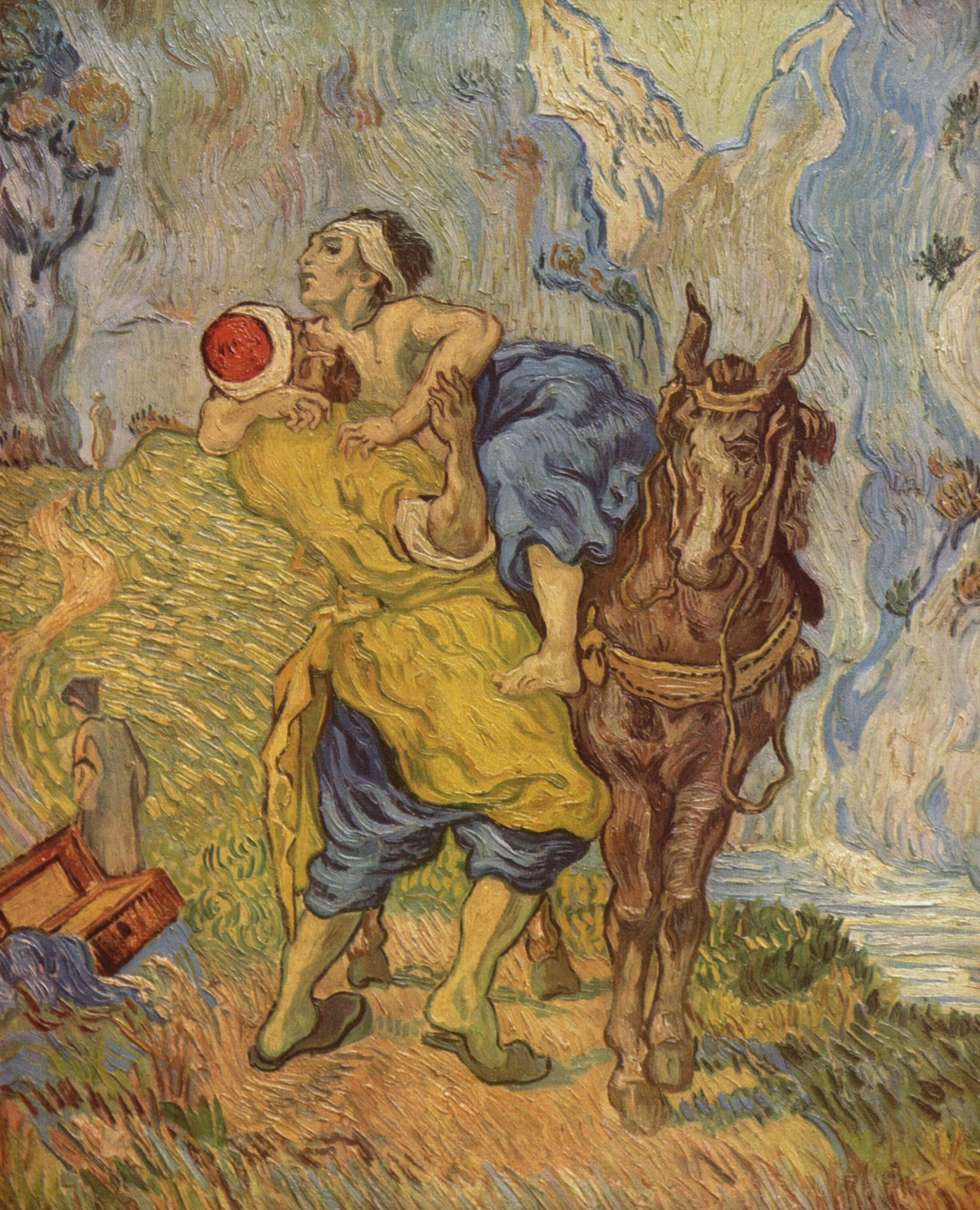
El buen samaritano (1890), por Van Gogh. Basado en una obra de Delacroix de 1850.

Prójimo es un concepto, etimológicamente cognado con próximo, que puede utilizarse como sinónimo de semejante, cercano o vecino; pero que la mayor parte de las veces se usa en contextos religiosos o morales.
Así mismo, conserva un rasgo semántico positivo desde el punto de vista moral, identificado con la solidaridad que debe mantenerse con todo ser humano.

## En el judaísmo y cristianismo
El amor al prójimo es un concepto judeocristiano de origen bíblico.
En los diez mandamientos de la Biblia hebrea (Antiguo Testamento en la Biblia cristiana), el prójimo aparece como la víctima de las ofensas que se prohíben: «No dirás falso testimonio contra tu prójimo. No codiciarás la mujer de tu prójimo, ni desearás la casa de tu prójimo, ni su tierra, ni su siervo, ni su sierva, ni su buey, ni su asno, ni cosa alguna de tu prójimo».
El tema y significado de «prójimo» es fundamental en el cristianismo. Los tres evangelios sinópticos (Mateo 22,39; Marcos 12, 31 y Lucas 10, 27) hacen referencia a él como el segundo de los dos mandamientos en los que Jesucristo resumió la totalidad de la Ley: «Amarás al Señor tu Dios con todo tu corazón, con toda tu alma, con todas tus fuerzas y con toda tu mente, y al prójimo como a ti mismo» (Lucas 10, 27). Esa enseñanza dio origen al uso del término «prójimo» en la mayoría de los contextos. Jesús de Nazaret refiere a su vez al Levítico 19, 18: «No seas vengativo con tu prójimo, ni le guardes rencor. Ama a tu prójimo como a ti mismo».
Se puede considerar como prójimo a todo ser humano: el prójimo —al que según Jesús de Nazaret hay que amar— es «el otro», sea o no hermano. Al encontrarse dos seres humanos, son prójimo el uno del otro, independientemente de sus relaciones de parentesco o lo que uno de ellos pueda pensar del otro. En la parábola del buen samaritano (Lucas 10,25-37), un legista formuló una pregunta a Jesús para justificar su interpelación, la que dio lugar a la enunciación de la párabola:

29Pero él (el legista), queriendo justificarse, dijo a Jesús: «Y, ¿quién es mi prójimo?» 30Jesús respondió: «Bajaba un hombre de Jerusalén a Jericó, y cayó en manos de salteadores, que, después de despojarle y golpearle, se fueron dejándole medio muerto. 31Casualmente, bajaba por aquel camino un sacerdote y, al verlo, dio un rodeo. 32De igual modo, un levita que pasaba por aquel sitio lo vio y dio un rodeo. 33Pero un samaritano que iba de camino llegó junto a él, y al verlo tuvo compasión; 34y, acercándose, vendó sus heridas, echando en ellas aceite y vino; y montándolo sobre su propia cabalgadura, lo llevó a una posada y cuidó de él. 35Al día siguiente, sacando dos denarios, se los dio al posadero y dijo: "Cuida de él y, si gastas algo más, te lo pagaré cuando vuelva." 36¿Quién de estos tres te parece que fue prójimo del que cayó en manos de los salteadores?» 37El doctor dijo: «El que practicó la misericordia con él.» Jesús le dijo: «Vete y haz tú lo mismo.»
Evangelio de Lucas 10, 29-37. Biblia de Jerusalén

Es de notar que Jesús de Nazaret no definió, tal como pretendía el doctor de la ley, quién es el prójimo: solo preguntó quién obró como prójimo del herido. Por la respuesta del legista queda implícito que se considera «prójimo» a todo aquel que obra compasivamente con otro hombre, es decir, la definición se da en función de la obra.
Considérese que los otros dos son un sacerdote y un levita, que vieron al hombre asaltado y dejado medio muerto por unos ladrones, y son quienes siguieron de largo, su camino. No obstante el samaritano sin hacer excepción tuvo compasión por el desconocido ante una situación difícil o de desventaja. Por ello termina la parábola indicando al doctor de la ley: "Pues vé y haz lo mismo".

## Peyorativo
En cambio, utilizado en femenino, prójima no se utiliza con el mismo sentido, sino con un rasgo semántico marcadamente afectivo o peyorativo. Según la intención del hablante puede significar cónyuge o mujer de poca estimación pública o de una conducta dudosa.